# Miss Rosellón
Miss Rosellón es un concurso de belleza francés que selecciona una representante para el concurso nacional Miss Francia del departamento de Pirineos Orientales en la región de Languedoc-Rosellón. Si bien la primera Miss Roussillon fue coronada en 1937, el certamen se organizó de manera irregular hasta 2022 y anteriormente estuvo bajo la autoridad del comité de Miss Languedoc-Rosellón hasta la formación del comité independiente de Miss Rosellón en 2024.
La actual Miss Rosellón es Déborah Adelin Chabal, quien fue coronada Miss Rosellón 2025 el 2 de agosto de 2025. Una mujer de Rosellón ha sido coronada Miss Francia:
- Annie Garrigues, que fue coronada Miss Francia 1938, compitiendo como Miss Rosellón

## Resumen de resultados
- Miss Francia: Annie Garrigues (1937)
- Cuarta finalista: Katherina Navegand (1980); Nathalie Huc (1987)
- Top 12/Top 15: Marion Castaing (2010); Julie Vialo (2011); Marilou Cubaynes (2012); Sabine Banet (2013); Sheana Vila Real (2014); Chiara Fontaine (2022); Élise Aquilina (2023)

## Galería

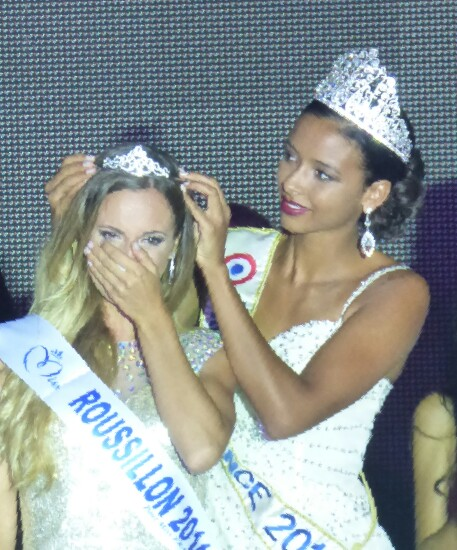
Miss Rosellón 2014 Sheana Vila Real
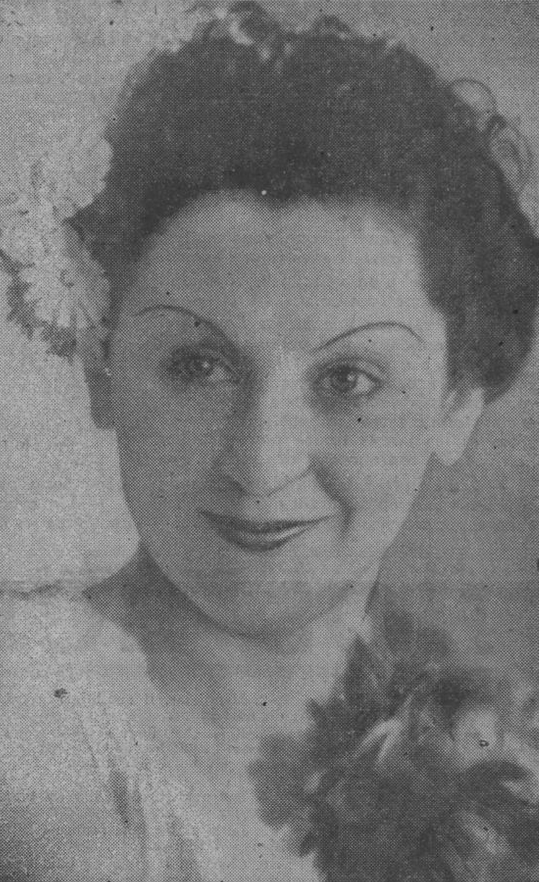
Miss Rosellón 1937 y Miss Francia 1938 Annie Garrigues

## Ganadoras
| Año  | Nombre                | Edad | Altura          | Ciudad natal          | Posición en Miss Francia | Notas |
| ---- | --------------------- | ---- | --------------- | --------------------- | ------------------------ | --- |
| 2025 | Déborah Adelin Chabal | 18   | 1,75 m (5′ 9″)  | Cabestany             |                          | |
| 2024 | Cassiopée Rimbaud     | 21   | 1,71 m (5′ 7″)  | Perpignan             |                          | |
| 2023 | Élise Aquilina        | 21   | 1,71 m (5′ 7″)  | Cabestany             | Top 15                   | |
| 2022 | Chiara Fontaine       | 20   | 1,74 m (5′ 9″)  | Corneilla-del-Vercol  | Top 15                   | |
| 2015 | Anais Marin           | 21   | 1,78 m (5′ 10″) | Alénya                |                          | |
| 2014 | Sheana Vila Real      | 20   | 1,70 m (5′ 7″)  | Perpignan             | Top 12                   | |
| 2013 | Sabine Banet          | 21   | 1,74 m (5′ 9″)  | Saleilles             | Top 12                   | |
| 2012 | Marilou Cubaynes      | 24   | 1,73 m (5′ 8″)  | Cabestany             | Top 12                   | |
| 2011 | Julie Vialo           | 18   | 1,70 m (5′ 7″)  | Toulouges             | Top 12                   | |
| 2010 | Marion Castaing       | 22   | 1,76 m (5′ 9″)  | Canet-en-Roussillon   | Top 12                   | Castaing fue coronada Miss Rosellón 2009 y destronada después de que se supo que había participado en dos certámenes regionales, en contra de las reglas de Miss Francia, y fue reemplazada por Callivrousis, su primera finalista. Después de que se cambió la regla al año siguiente, Castaing volvió a competir y fue coronada Miss Rosellón 2010. |
| 2009 | Marion Castaing       | 21   | 1,76 m (5′ 9″)  | Canet-en-Roussillon   | No compitió              | Castaing fue coronada Miss Rosellón 2009 y destronada después de que se supo que había participado en dos certámenes regionales, en contra de las reglas de Miss Francia, y fue reemplazada por Callivrousis, su primera finalista. Después de que se cambió la regla al año siguiente, Castaing volvió a competir y fue coronada Miss Rosellón 2010. |
| 2009 | Céline Callivrousis   | 22   | 1,70 m (5′ 7″)  | Villeneuve-de-la-Raho |                          | Castaing fue coronada Miss Rosellón 2009 y destronada después de que se supo que había participado en dos certámenes regionales, en contra de las reglas de Miss Francia, y fue reemplazada por Callivrousis, su primera finalista. Después de que se cambió la regla al año siguiente, Castaing volvió a competir y fue coronada Miss Rosellón 2010. |
| 2005 | Florence Micolau      | 22   | 1,72 m (5′ 8″)  | Perpignan             |                          | |
| 1990 | Muriel de Angelis     |      |                 |                       |                          | En 1990, de Angelis fue coronada Miss Rosellón y Birba fue coronada Miss Côte Vermeille, y ambas representaron a los Pirineos Orientales. |
| 1990 | Nathalie Birba        |      |                 |                       |                          | En 1990, de Angelis fue coronada Miss Rosellón y Birba fue coronada Miss Côte Vermeille, y ambas representaron a los Pirineos Orientales. |
| 1988 | Christine Lemaire     |      |                 |                       |                          | |
| 1987 | Nathalie Huc          |      |                 |                       | Cuarta finalista         | |
| 1986 | Sandra Marti          |      |                 |                       |                          | |
| 1985 | Béatrice Bonsons      |      |                 |                       |                          | |
| 1980 | Katherina Navegand    |      |                 |                       | Cuarta finalista         | |
| 1979 | Brigitte Choquet      | 23   | 1,75 m (5′ 9″)  |                       |                          | Compitió en Miss Universo 1980 |
| 1976 | Angélique Busseron    |      |                 |                       |                          | Busseron compitió como Miss Côte Catalane. |
| 1937 | Annie Garrigues       | 19   |                 |                       | Miss Francia 1938        | |